# Phoradendron rusbyi
Phoradendron rusbyi là một loài thực vật có hoa trong họ Santalaceae. Loài này được Britton miêu tả khoa học đầu tiên năm 1900.